# Super Ghouls'n Ghosts
Super Ghouls'n Ghosts 超 魔界 村 Chōmakaimura no Japão, traduzido como ("o grande vilarejo do inferno") é um jogo eletrônico de plataforma side-scrolling produzido pela capcom originalmente lançado em 1991 para o Super Nintendo. É o terceiro jogo da série Ghosts 'n Goblins. O jogo foi incluído na compilação Capcom Generations Volume 2: Crônicas de Arthur para o PlayStation e Sega Saturn assim como em Capcom Classics Collection para o PlayStation 2 e Xbox e Capcom Classics: Reloaded para o PlayStation Portable. Um remake do jogo foi lançado para o Game Boy Advance, que apresenta um modo de jogo adicional com novas fases. A versão original do SNES foi lançada recentemente para o Virtual Console.

## História
O jogador assume o papel do cavaleiro Arthur, que deve mais uma vez salvar a princesa Prim-Prim dos demônios. O antagonista desta vez é o Imperador Sardius (conhecido como Samael na versão japonesa), que raptou a princesa, a fim de obter o paradeiro da Pulseira da Deusa, a única arma capaz de destruir Sardius. Depois de derrotar Asutaroto e Nebiroth, Arthur deve retornar ao começo, onde a princesa escondeu o bracelete, a fim de destruir Sardius permanentemente. Após re-fazer a sua viagem, Arthur derrota Sardius com a pulseira e retorna com a princesa para o reino.

## Jogabilidade
Arthur começa o jogo com uma armadura de prata que pode ser melhorada até três vezes não importa o qual nível esteja a armadura do personagem cai após qualquer contato com um inimigo, deixando Arthur indefeso e só de cuecas em que vai causar sua morte se for atingindo novamente. Arthur sempre pode recuperar sua armadura abrindo baús escondidos pelo jogo, o segundo nível da armadura que se obtém no game é a armadura verde que permite que Arthur melhore o ataque de suas armas, no terceiro nível Arthur muda de verde para ouro, que permite ataques especiais para as armas carregando o botão de ataque. Essa armadura dourada também possui um escudo que podem ser utilizado para bloquear um projétil. antes de quebrar o ultimo nível vem sob a forma de um escudo lua, que além do bloqueio de até três projéteis, reduz o tempo necessário para carregar os ataques mágicos, os projéteis não podem ser bloqueados enquanto Arthur estiver em movimento, por isso para usar os escudos de defesa o jogador deve parar e esperar para ser atingido na direção correta. para jogadores experientes isso significa que além da redução do tempo de carga concedido pela versão Lua, os escudos são praticamente inúteis exceto em certas situações (como o chefe do nível do mar) como é geralmente muito mais fácil e prático para esquivar de ataques recebidos.
Armas também têm um papel enorme na jogabilidade, pois determinam não só a velocidade, trajetória, quantidade, e os danos dos ataques de Arthur, mas também o "ataque mágico" específico que pode ser carregado e disparado com a posse da armadura dourada. tal como acontece com armaduras, armas podem ser encontradas em vários baús de tesouro escondidos durante todo o jogo, e pode ainda aparecer com um grupo aleátório de inimigos todas as armas vêm com munição ilimitada que é útil na maioria das áreas onde o jogo faz inimigos surgirem infinitamente os jogadores mais experientes vão perceber que nem todas as armas são boas enquanto algumas são geralmente de boa qualidade o tempo todo (como o punhal ou o seu ataque mágico) outras são praticamente inutilizáveis dependendo da situação. No entanto, equilibrando que, até certo grau é o fato de que alguns dos melhores ataques carregados são das piores armas tornando-os uma alternativa viável quando o jogador tem a armadura de ouro.
Outra característica fundamental é o "Pulo Duplo", que permite Arthur saltar no ar, e depois saltar de novo a única característica que torna este salto duplo diferente de suas versões mais comuns é o fato do jogador não ter controle direto desse movimento de Arthur uma vez no ar o segundo salto pode mudar de direção, mas pode te atrapalhar dependendo de onde você pular é um pouco rui m devido o Arthur ser mais lerdo nesse game a utilidade que eu achei para esse pulo é a de encontrar baús secretos já que que os tesouros podem ser encontrados de diversas maneiras essa é uma saltar em lugares perigosos e não cair.
Por fim um sistema de baús de tesouro escondidos nas fases Arthur é dependente desses baús para obter as armaduras (armas podem ser pegas de baús ou inimigos), e como as armaduras evoluídas por vez fornecem melhorias nos ataques encontrar os baús escondidos se torna muito importante para sua sobrevivência o único aspecto do sistema baús é que eles estão escondidos e só podem ser encontrados movendo-se através de determinadas áreas específicas da tela, que faz com que eles apareçam isso pode ser um grande desafio, como freqüentemente o truque para fazer um baú aparecer envolve um salto desnecessariamente irresponsável e difícil ou movimento através de uma área perigosa que poderiam ser completamente evitada além disso os baús podem ser descobertos usando a magia carregada da besta que em vez de causar dano aos inimigos faz com que os baús escondidos na tela atual para se revelar.
Os baús de tesouros quando abertos podem conter uma das sete armas: Lança, punhal, besta, chamas,foice,machado ou uma lâmina que atira em três direções no entanto eles também podem conter uma armadilha de urso ou um mago do mal lança uma magia capaz de transformar Arthur em um bebê (Sem Armadura), um selo (Amaduras de Prata), uma vespa (Armadura Verde), ou um camponês feminino (Armadura Dourada), por cinco segundos.
Pra não fugir a tradição os jogadores têm que completar o jogo duas vezes seguidas a segundo vez com uma arma especial (Pulseira da Deusa), que só aparece durante a segunda jogada derrote astaroth (o penúltimo chefe) com o bracelete. E logo em seguida você irá enfrentar Sardius.

## Coletâneas
O jogo está incluído nas coletâneas abaixo a diferença em relação ao super nintendo é que o slowdown do jogo foi removido.
Capcom Classics Collection - PS2/XBOX
Capcom Classics Collection Reloaded - PSP
Capcom Generations Volume 2 - PSX/Saturn

## Chomakaimura R
A versão do portátil gameboy advance ganhou esse nome quando lançado no Japão e na Europa nos states permanece o mesmo nome "Super Ghouls And Ghosts" possivelmente o "R' significa remake já que essa versão traz algumas novidades como o modo arrange onde você jogas as fases dos dois jogos anteriores só que redesenhadas o problema é que no modo arrange a dificuldade não pode ser selecionada e as fases são bem chatas de se passar.

## Recepção
A versão de SNES vendeu um milhão de unidades durante o seu lançamento, tornando-o um dos jogos mais vendidos da capcom os todos os tempos.